# Умм-Шора
Умм-Шора́ — дрібний острів в Червоному морі в архіпелазі Дахлак, належить Еритреї, адміністративно відноситься до району Дахлак регіону Семіен-Кей-Бахрі.

## Географія
Розташований за 12 км на північний схід від острова Харат. Має овальну видовжену з півночі на південь форму. Довжина 730 м, ширина до 200 м. Острів облямований кораловими рифами.